# Progesterone 11alfa-monoossigenasi
La progesterone 11alfa-monoossigenasi è un enzima appartenente alla classe delle ossidoreduttasi, che catalizza la seguente reazione:
progesterone + AH2 + O2 ⇄ 11α-idrossiprogesterone + A + H2O